# DNA 마이크로어레이
흔히 DNA칩 또는 바이오칩으로 알려져 있는 DNA 마이크로어레이(영어: DNA Microarray)는 매우 작은 DNA 조각들이 고체 표면에 집적된 것을 말한다.
DNA칩은 트랜지스터 대신 유리판 위에 인간의 유전정보가 담긴 효소조각을 부착한 생화학 반도체이다. 실험대상 유전자를 DNA칩과 결합시켰을 때 나타나는 반응을 판독기로 분석해 병의 원인, 이상유전자 등을 찾는데 사용된다. 국립보건원은 지난 5월 위암의 발병 원인을 밝혀줄 DNA칩을 세계 처음으로 개발, 2000년 상반기 중에 완제품을 선보였다.
과학자들은 많은 양의 유전자의 발현 정도를 동시에 측정하거나 게놈의 다양한 부분의 유전자형을 파악하기 위해 사용한다. 각 DNA 조각들은 탐침(유전자 검체)으로 알려진 특정 DNA 연속물의 피코몰(몰) 정도의 양을 포함하고 있다. 이것들은 주로 유전자의 짧은 부분이거나 고 엄격성의 조건에서 cDNA나 cRNA 샘플을 잡종으로 만드는데 쓰이는 다른 DNA 요소이다.

## 마이크로어레이
마이크로어레이(Microarray)는 DNA 수준, RNA 수준 및 단백질 수준의 분자구성단위에서 사용 및 마이크로어레이 분석 기술(Microarray analysis techniques)이 가능하다.

## 같이 보기
- 실시간 중합효소연쇄반응(RTPCR)
- 효소 결합 면역 침강 분석법(ELISA)

## 참고
- KCDC - 유전자검사의 종류와 방법Genetic testing: types and methods 질병관리본부 국립보건연구원 생명의과학센터 심혈관·희귀질환과